# Ahmet Şahin
Ahmet Şahin (sinh 22 tháng 3 năm 1978) là một cầu thủ bóng đá Thổ Nhĩ Kỳ thi đấu ở vị trí thủ môn cho Karabükspor. Anh hiện tại là đội trưởng của Karabükspor, và đi rất nhiều nơi ở Thổ Nhĩ Kỳ, chơi bóng cho nhiều đội khác nhau ở nhiều hạng đấu của hệ thống bóng đá Thổ Nhĩ Kỳ.
Ở Samsunspor, anh là một trong những cầu thủ chính của đội trong mùa giải 2011, và là nhân tố lớn quyết định đến chức vô địch hạng nhì Thổ Nhĩ Kỳ.

## Danh hiệu
- Kocaelispor
  - Cúp bóng đá Thổ Nhĩ Kỳ (1): 2002